# Данилова, Нина Николаевна
Ни́на Никола́евна Дани́лова (16 мая 1930 года, Казань, РСФСР, СССР — 26 февраля 2025 года, Москва) — советский и российский ученый-психолог, психофизиолог, профессор. Одна из ключевых представительниц российской научно-педагогической школы психофизиологии академика РАО Е. Н. Соколова. Создательница авторского метода «Микроструктурного анализа осцилляторной активности мозга».

## Биография
Родилась в Казани 16 мая 1930 года.
В 1948 году, окончив школу, поступила на философский факультет Московского университета, окончив его в 1953 году по кафедре психологии. В том же году стала первой сотрудницей в лаборатории Е. Н. Соколова, которая впоследствии была оснащена необходимой техникой и стала его известной лабораторией анализаторов. С 1954 по 1958 годы проходила обучение для повышения технической квалификации в заочном техникуме связи Министерства связи СССР, где получила диплом техника радиосвязи и радиовещания.
В 1961 году, будучи младшим научным сотрудником кафедры психологии философского факультета МГУ, она защитила под руководством профессора Е. Н. Соколова кандидатскую диссертацию на тему «Ориентировочный рефлекс и реакция перестройки биотоков мозга». Продолжив работу на кафедры психологии философского факультета, в 1963 году она стала старшим научным сотрудником кафедры.
В 1967 году она становится доцентом недавно основанного факультета психологии МГУ, а в 1984 году защищает там докторскую диссертацию по теме «Функциональные состояния: механизмы и диагностика». С 1989 года она — профессор кафедры психофизиологии факультета психологии МГУ.
С 1972 по 1981 годы Н. Н. Данилова занимала должность заместителя декана факультета психологии МГУ по работе с иностранными учащимися.
Общественная и научная деятельность:
- 1994 год — соросовский профессор по биологии;
- 1996 год — член Международной организации «Психофизиология в эргономике»;
- 2000 год — член Президиума Московской ассоциации психофизиологов;
- 2003 год — зам. редактора журнала «Общая психофизиология»;
- с 1985 года — член докторского диссертационного Совета, факультета психологии МГУ им. М. В. Ломоносова;
- с 1997 года — член докторского диссертационного Совета, Ростовского государственного университета[5].

Скончалась в Москве 26 февраля 2025 года. 

## Область научных интересов
Научные интересы Даниловой Н. Н. представляют собой область изучения одних из основных проблем психофизиологии, в частности, мозговых механизмов когнитивной деятельности человека и функциональных состояний и их влияния на эффективность психической деятельности и обучения. В 1960-х гг. в центре внимания психофизиолога была разработка объективных методов диагностики функциональных состояний и создание оригинального метода экспресс-диагностики функционального состояния бодрствования и сна по реакции ЭЭГ на ритмическую сенсорную стимуляцию. Оригинальность метода состоит в определении гармонического состава реакции усвоения ритма. Н. Н. Даниловой также принадлежит метод оценки функционального состояния по векторному пространству сердечного ритма. Данный метод показал свою новизну, заключающуюся в отказе от принятой трехкомпонентной теории волновых модуляторов, и универсальность в диагностической области применения.
Другое направление исследований Н. Н. Даниловой связано с изучением осцилляторной активности мозга и берет начало в 1950-х гг. Поначалу оно было инициировано в связи с изучением ориентировочного рефлекса у животных и человека, которое впоследствии положило начало разработке концепции о частотно-специфических механизмах повышения эффективности передачи информации в нервной системе. Была показана причастность активность таламуса к реакции синхронизации альфа-активности коры, а также к её десинхронизации. Полученные данные о резонансных характеристиках нейронов позволили рассматривать ЭЭГ как суммарное отображение активности многих волновых генераторов с меняющимися резонансными характеристиками.
Впоследствии Н. Н. Даниловой на кафедре психофизиологии был разработан метод микроструктурного анализа осцилляторной активности мозга человека, который работает с частотно-селективными генераторами, извлекаемыми из состава вызванных потенциалов благодаря частотной фильтрации в диапазоне частот от 1 до 80 Гц при узкой частотной селекции с шагом в 1 Гц. Временное разрешение — 2,5 мсек. Локализация же диполей определяется благодаря «Атласа мозга человека» (Talairach J., Tournoux P., 1988). Свою эффективность данный авторский метод доказал и доказывает во многих проводящихся экспериментах Даниловой Н. Н. и её последователей.

## Преподавательская деятельность
Данилова Н. Н. до сих пор ведет преподавательскую деятельность на факультете психологии МГУ им. М. В. Ломоносова. В числе её читаемых курсов: поточные лекции по физиологии высшей нервной деятельности, физиологии сенсорных систем, психофизиологии, а также спецкурсы по когнитивной психофизиологии, функциональным состояниям в норме и патологии.

## Основные публикации
К данному моменту общее количество публикаций превышает отметку в 150. Помимо научных статей и монографий, Даниловой Н. Н. написаны многие учебники и учебные пособия, такие как, например, учебник «Психофизиология», учебник «Физиология высшей нервной деятельности» и т. д., которые выдержали несколько переизданий и вошли в серию «Классический университетский учебник».

## Награды
- 1980 год — юбилейный знак «225 лет МГУ им. М. В. Ломоносова»[4];
- 1981 год — нагрудный знак Минвуза СССР «За отличные успехи в работе»[4];
- 1986 год — премия и диплом Госкомитета народного образования СССР «За лучшую научную работу» за монографию «Функциональные состояния: механизмы и диагностика» (1985)[1];
- 1987 год — медалью «За доблестный труд. В ознаменование 100-летия со дня рождения Владимира Ильича Ленина»[1];
- 1996 год — лауреат конкурса «Новые книги по социальным и гуманитарным наукам для высшей школы», проводимого Институтом «Открытое общество» в рамках программы «Высшее образование»[5];
- 1997 год — медаль «В память 850-летия Москвы»[4];
- 2001 год — Заслуженный профессор Московского университета[5];
- 2001 год — Почетный работник высшего профессионального образования[5];
- 2002 год — почётное звание «Заслуженный работник Высшей школы Российской Федерации»[5];
- 2004 год — лауреат премии им. М. В. Ломоносова за педагогическую деятельность[5].